# Родригес, Жилдо
Жилдо Родригес (порт. Gildo Rodrigues; 30 ноября 1939, Рио-де-Жанейро, Бразилия — 17 августа 2009, там же) — бразильский футбольный тренер.

## Биография
Свою тренерскую карьеру он начал в 28 лет. В первое время Родригес отвечал за фитнес в штабе «Мадурейры». В 1974 году он начал самостоятельную тренерскую карьеру в «Португеза». Долгие годы бразилец работал с различными клубами из Ближнего Востока. Также он руководил сборными Ганы, Либерии и Кувейта. Некоторое время Родригес трудился в Европе. В 2004 году специалист возглавлял македонский «Вардар».

## Достижения
- Чемпион Кувейта (1): 1980/1981.
- Вице-чемпион Кувейта (2): 1981/1982, 1983/1984
- Обладатель Кубка Эмира Кувейта (1):1993.
- Чемпион штата Мараньян (1): 1987.